# Xiaomi HyperOS
HyperOS (chinês: 澎湃OS, pinyin: Pēngbài OS, lit. ‘Impulso OS’), oficialmente chamado de Xiaomi HyperOS, é um sistema operacional desenvolvido pela Xiaomi. Ele unifica a arquitetura de software de MIUI, Vela OS, Mina OS e sistemas operacionais direcionados a automóveis para celulares, dispositivos de internet das coisas e demais produtos Xiaomi. Foi anunciado no X e no Weibo em 17 de outubro de 2023 e lançado em conjunto com a linha Xiaomi 14 em 26 de outubro de 2023 às 19 horas (GMT+8), substituindo a MIUI gradualmente ao longo de 2024.

## História
Em outubro de 2023 as contas da MIUI em redes sociais foram renomeadas para Xiaomi HyperOS, posteriormente lançado oficialmente em Beijing com a primeira remessa de modelos compatíveis anunciada. O lançamento global foi no MWC 2024 na Espanha.

## Recursos

### Arquitertura base
O HyperOS traz alterações em sua arquitetura interna, visando otimizar o gerenciamento de recursos de hardware. O sistema é projetado para adaptar o tamanho do firmware a diferentes configurações de equipamentos. Em dispositivos móveis, continuam os esforços para redução do tamanho do firmware. Por exemplo, o firmware do sistema do Xiaomi 14 é citado como tendo 9GB, ou seja, 3GB a menos que a geração anterior. Também afirma-se melhorias de velocidade em atualizações OTA e menor necessidade de espaço de armazenamento.

### Conectividade inter-dispositivos
O HyperOS implementa um framework unificado de conectividade inter-dispositivos, chamado Xiaomi HyperConnect. Este framework é projetado para permitir que múltiplos dispositivos compartilhem uma única base de código. O sistema almeja permitir comunicação em tempo real entre dispositivos inteligentes, sendo possível o controle através de uma interface central nos celulares, tablets, e demais dispositivos. Alguns recursos incluem a habilidade de usar as capacidades de hardware entre os dispositivos, como tablets acessando a câmera dos celulares, ou seus módulos 5G.

### Integração com inteligência artificial
O HyperOS incorpora recursos de IA nos dispositivos compatíveis, incluindo funcionalidades como edição de imagem, geração e predição de texto. O sistema também introduz a "Xiaomi HyperMind," que tenta automatizar o controle dos dispositivos inteligentes domésticos aprendendo os hábitos do usuário.

### Medidas de segurança
O HyperOS utiliza criptografia de ponta-a-ponta através de um kernel com ambiente de execução confiável (TEE). A Xiaomi afirma estar usando um kernel TEE desenvolvido por eles mesmos para os dispositivos MediaTek devices, que não está disponível na plataforma Qualcomm. O sistema também inclui recursos para o gerenciamento de permissões para a funcionalidade inter-dispositivos.

### Interface de usuário
O HyperOS inclui uma interface de sistema e subsistema gráfico redesenhados. A atualização apresenta novos efeitos visuais e interfaces de aplicativos redesenhados. Uma nova fonte, a MiSans Global, foi lançada em conjunto com o HyperOS, com suporte a mais de 600 idiomas.

## Dispositivos compatíveis
O Xiaomi HyperOS 1.0 foi lançado sendo compatível com todos os celulares  Xiaomi, Redmi e POCO que rodassem Android 13 ou posterior. Oito modelos de celular vieram pré-instalados com o HyperOS 1.0, incluindo a série Xiaomi 14 (três modelos em quatro versões), o Xiaomi Civi 4 Pro, a série Redmi K70 (três modelos), e o Redmi Turbo 3. Dois tablets, o Xiaomi Pad 6S Pro 12.4 e o Redmi Pad Pro, também saíram de fábrica com o HyperOS 1.0.
Além disso, 63 dispositivos móveis foram contemplados com atualizações da MIUI para o HyperOS 1.0. Isso incluiu 26 celulares Xiaomi, 7 tablets Xiaomi tablets, 28 celulares Redmi, e 2 tablets Redmi.
Até o momento, 19 celulares e 1 tablet estão recebendo versões de desenvolvimento do HyperOS. Para outros dispositivos inteligentes, versões de desenvolvimento são disponibilizadas somente para um determinado grupo de usuários.

### Dispositivos com o Hyper OS pré-instalado
| Marca  | Tipo de dispositivo | Modelo                          | Codinome   | Versão oficial      | Versão oficial                  | Versão oficial                  | Versão oficial                                                                                                  | Versão oficial      | Versão de desenvolvimento | Versão de desenvolvimento | Versão de desenvolvimento |
| Marca  | Tipo de dispositivo | Modelo                          | Codinome   | Situação de suporte | Versão do sistema pré-instalada | Versão do sistema pré-instalada | Versão mais recente                                                                                             | Versão mais recente | Situação do suporte       | Versão mais recente       | Versão mais recente       |
| Marca  | Tipo de dispositivo | Modelo                          | Codinome   | Situação de suporte | Versão do Hyper OS              | Base Android                    | Versão do Hyper OS                                                                                              | Base Android        | Situação do suporte       | Versão do Hyper OS        | Base Android              |
| ------ | ------------------- | ------------------------------- | ---------- | ------------------- | ------------------------------- | ------------------------------- | --- | ------------------- | ------------------------- | ------------------------- | ------------------------- |
| Xiaomi | Celular             | Xiaomi 14                       | houji      | Suportado           | 1.0.4.0                         | Android 14                      | 1.0.45.0 | Android 14          | Suportado                 | 1.0.24.7.28.DEV           | Android 14                |
| Xiaomi | Celular             | Xiaomi 14 Pro                   | shennong   | Suportado           | 1.0.4.0                         | Android 14                      | 1.0.48.0 | Android 14          | Suportado                 | 1.0.24.7.28.DEV           | Android 14                |
| Xiaomi | Celular             | Xiaomi 14 Pro Satellite Edition | shennong_t | Suportado           | 1.0.2.0                         | Android 14                      | 1.0.7.0 | Android 14          | Não Suportado             | Não se aplica             | Não se aplica             |
| Xiaomi | Celular             | Xiaomi 14 Ultra                 | aurora     | Suportado           | 1.0.1.0                         | Android 14                      | 1.0.23.0 | Android 14          | Não Suportado             | Não se aplica             | Não se aplica             |
| Xiaomi | Celular             | Xiaomi Civi4 Pro                | chenfeng   | Suportado           | 1.0.1.0                         | Android 14                      | 1.0.15.0 | Android 14          | Não Suportado             | Não se aplica             | Não se aplica             |
| Xiaomi | Celular dobrável    | Xiaomi MIX Fold 4               | goku       | Suportado           | 1.0.3.0                         | Android 14                      | 1.0.11.0 | Android 14          | Não Suportado             | Não se aplica             | Não se aplica             |
| Xiaomi | Celular dobrável    | Xiaomi MIX Flip                 | ruyi       | Suportado           | 1.0.1.0                         | Android 14                      | 1.0.13.0 | Android 14          | Não Suportado             | Não se aplica             | Não se aplica             |
| Xiaomi | Tablet              | Xiaomi Pad 6S Pro 12.4          | sheng      | Suportado           | 1.0.1.0                         | Android 14                      | 1.0.11.0 | Android 14          | Não Suportado             | Não se aplica             | Não se aplica             |
| Redmi  | Celular             | Redmi K70                       | vermeer    | Suportado           | 1.0.2.0                         | Android 14                      | 1.0.19.0 | Android 14          | Não Suportado             | Não se aplica             | Não se aplica             |
| Redmi  | Celular             | Redmi K70E                      | duchamp    | Suportado           | 1.0.3.0                         | Android 14                      | 1.0.18.0 (Versão comercial) 1.0.24.3.8.EP.STDEE.N11A (Versão para o governo da China e versão comercial padrão) | Android 14          | Não Suportado             | Não se aplica             | Não se aplica             |
| Redmi  | Celular             | Redmi K70 Pro                   | manet      | Suportado           | 1.0.2.0                         | Android 14                      | 1.0.20.0 | Android 14          | Não Suportado             | Não se aplica             | Não se aplica             |
| Redmi  | Celular             | Redmi K70 Extreme Edition       | rothko     | Suportado           | 1.0.3.0                         | Android 14                      | 1.0.27.0 | Android 14          | Não Suportado             | Não se aplica             | Não se aplica             |
| Redmi  | Celular             | Redmi Turbo 3                   | peridot    | Suportado           | 1.0.1.0                         | Android 14                      | 1.0.16.0 | Android 14          | Não Suportado             | Não se aplica             | Não se aplica             |
| Redmi  | Tablet              | Redmi Pad Pro                   | dizi       | Suportado           | 1.0.1.0                         | Android 14                      | 1.0.15.0 | Android 14          | Não Suportado             | Não se aplica             | Não se aplica             |

### Dispositivos com possibilidade de atualização de MIUI para Hyper OS na China
- Devido às diferentes datas de atualização para cada modelo, os números de versão abaixo podem não ser os mais recentes.

| Marca  | Tipo de dispositivo | Modelo                          | Codinome  | Versão oficial                  | Versão oficial                  | Versão oficial        | Versão oficial      | Versão oficial      | Versão de desenvolvimento | Versão de desenvolvimento | Versão de desenvolvimento |
| Marca  | Tipo de dispositivo | Modelo                          | Codinome  | Versão do sistema pré-instalada | Versão do sistema pré-instalada | Versão mais recente   | Versão mais recente | Versão mais recente | Situação de suporte       | Versão mais recente       | Versão mais recente       |
| Marca  | Tipo de dispositivo | Modelo                          | Codinome  | Versão da MIUI                  | Base Android                    | Situação da liberação | Versão do Hyper OS  | Base Android        | Situação de suporte       | Versão do Hyper OS        | Base Android              |
| ------ | ------------------- | ------------------------------- | --------- | ------------------------------- | ------------------------------- | --------------------- | ------------------- | ------------------- | ------------------------- | ------------------------- | ------------------------- |
| Xiaomi | Celular             | Xiaomi 10                       | umi       | MIUI 11.0.5                     | Android 10                      | Liberado              | 1.0.3.0             | Android 13          | Interrompido              | Não se aplica             | Não se aplica             |
| Xiaomi | Celular             | Xiaomi 10 Pro                   | cmi       | MIUI 11.0.2                     | Android 10                      | Liberado              | 1.0.3.0             | Android 13          | Interrompido              | Não se aplica             | Não se aplica             |
| Xiaomi | Celular             | Xiaomi 10 Ultra                 | cas       | MIUI 12.0.6                     | Android 10                      | Liberado              | 1.0.2.0             | Android 13          | Interrompido              | Não se aplica             | Não se aplica             |
| Xiaomi | Celular             | Xiaomi 10S                      | thyme     | MIUI 12.0.7                     | Android 11                      | Liberado              | 1.0.2.0             | Android 13          | Interrompido              | Não se aplica             | Não se aplica             |
| Xiaomi | Celular             | Xiaomi 11                       | venus     | MIUI 12.0.12                    | Android 11                      | Liberado              | 1.0.1.0             | Android 14          | Interrompido              | Não se aplica             | Não se aplica             |
| Xiaomi | Celular             | Xiaomi 11 Lite Vitality Edition | lisa      | MIUI 12.5.5                     | Android 11                      | Liberado              | 1.0.1.0             | Android 14          | Interrompido              | Não se aplica             | Não se aplica             |
| Xiaomi | Celular             | Xiaomi 11 Pro                   | star      | MIUI 12.0.9                     | Android 11                      | Liberado              | 1.0.3.0             | Android 14          | Interrompido              | 1.0.2.0                   | Não se aplica             |
| Xiaomi | Celular             | Xiaomi 11 Pro                   | star      | MIUI 12.0.9                     | Android 11                      | Liberado              | 1.0.3.0             | Android 14          | Interrompido              | 1.0.2.0                   | Não se aplica             |
| Xiaomi | Celular             | Xiaomi 12                       | cupid     | MIUI 13.0.12                    | Android 12                      | Liberado              | 1.0.2.0             | Android 14          | Suportado                 | 1.0.24.7.28.DEV           | Android 14                |
| Xiaomi | Celular             | Xiaomi 12X                      | psyche    | MIUI 13.0.10                    | Android 11                      | Liberado              | 1.0.3.0             | Android 13          | Interrompido              | Não se aplica             | Não se aplica             |
| Xiaomi | Celular             | Xiaomi 12 Pro                   | zeus      | MIUI 13.0.12                    | Android 12                      | Liberado              | 1.0.2.0             | Android 14          | Suportado                 | 1.0.24.7.28.DEV           | Android 14                |
| Xiaomi | Celular             | Xiaomi 12 Pro Dimensity Edition | daumier   | MIUI 13.0.2                     | Android 12                      | Liberado              | 1.0.2.0             | Android 14          | Suportado                 | 1.0.24.7.28.DEV           | Android 14                |
| Xiaomi | Celular             | Xiaomi 12S                      | mayfly    | MIUI 13.0.7                     | Android 12                      | Liberado              | 1.0.3.0             | Android 14          | Suportado                 | 1.0.24.7.28.DEV           | Android 14                |
| Xiaomi | Celular             | Xiaomi 12S Pro                  | unicorn   | MIUI 13.0.7                     | Android 12                      | Liberado              | 1.0.4.0             | Android 14          | Suportado                 | 1.0.24.7.28.DEV           | Android 14                |
| Xiaomi | Celular             | Xiaomi 12S Ultra                | thor      | MIUI 13.0.1                     | Android 12                      | Liberado              | 1.0.5.0             | Android 14          | Suportado                 | 1.0.24.7.28.DEV           | Android 14                |
| Xiaomi | Celular             | Xiaomi 13                       | fuxi      | MIUI 14.0.2                     | Android 13                      | Liberado              | 1.0.8.0             | Android 14          | Suportado                 | 1.0.24.7.28.DEV           | Android 14                |
| Xiaomi | Celular             | Xiaomi 13 Pro                   | nuwa      | MIUI 14.0.2                     | Android 13                      | Liberado              | 1.0.6.0             | Android 14          | Suportado                 | 1.0.24.7.28.DEV           | Android 14                |
| Xiaomi | Celular             | Xiaomi 13 Ultra                 | ishtar    | MIUI 14.0.4                     | Android 13                      | Liberado              | 1.0.8.0             | Android 14          | Suportado                 | 1.0.24.7.28.DEV           | Android 14                |
| Xiaomi | Celular             | Xiaomi Civi                     | mona      | MIUI 12.5.1                     | Android 11                      | Liberado              | 1.0.2.0             | Android 13          | Interrompido              | Não se aplica             | Não se aplica             |
| Xiaomi | Celular             | Xiaomi Civi 1S                  | zijin     | MIUI 13.0.5                     | Android 12                      | Liberado              | 1.0.1.0             | Android 14          | Interrompido              | Não se aplica             | Não se aplica             |
| Xiaomi | Celular             | Xiaomi Civi 2                   | ziyi      | MIUI 13.0.3                     | Android 12                      | Liberado              | 1.0.3.0             | Android 14          | Não suportado             | Não se aplica             | Não se aplica             |
| Xiaomi | Celular             | Xiaomi Civi 3                   | yuechu    | MIUI 14.0.4                     | Android 13                      | Liberado              | 1.0.4.0             | Android 14          | Não suportado             | Não se aplica             | Não se aplica             |
| Xiaomi | Celular             | Xiaomi MIX 4                    | odin      | MIUI 12.5.4                     | Android 11                      | Liberado              | 1.0.3.0             | Android 14          | Interrompido              | Não se aplica             | Não se aplica             |
| Xiaomi | Celular dobrável    | Xiaomi MIX Fold                 | cetus     | MIUI 12.0.5                     | Android 11                      | Liberado              | 1.0.1.0             | Android 13          | Interrompido              | Não se aplica             | Não se aplica             |
| Xiaomi | Celular dobrável    | Xiaomi MIX Fold 2               | zizhan    | MIUI Fold 13.1.6                | Android 12                      | Liberado              | 1.0.2.0             | Android 14          | Suportado                 | 1.0.24.7.28.DEV           | Android 14                |
| Xiaomi | Celular dobrável    | Xiaomi MIX Fold 3               | babylon   | MIUI Fold 14.1.1                | Android 13                      | Liberado              | 1.0.5.0             | Android 14          | Suportado                 | 1.0.24.7.28.DEV           | Android 14                |
| Xiaomi | Tablet              | Xiaomi Pad 5                    | nabu      | MIUI 12.5.7                     | Android 11                      | Liberado              | 1.0.2.0             | Android 13          | Interrompido              | Não se aplica             | Não se aplica             |
| Xiaomi | Tablet              | Xiaomi Pad 5 Pro                | elish     | MIUI 12.5.7                     | Android 11                      | Liberado              | 1.0.1.0             | Android 13          | Interrompido              | Não se aplica             | Não se aplica             |
| Xiaomi | Tablet              | Xiaomi Pad 5 Pro 5G             | enuma     | MIUI 12.5.1                     | Android 11                      | Liberado              | 1.0.1.0             | Android 13          | Interrompido              | Não se aplica             | Não se aplica             |
| Xiaomi | Tablet              | Xiaomi Pad 5 Pro 12.4           | dagu      | MIUI Pad 13.1.4                 | Android 12                      | Liberado              | 1.0.1.0             | Android 14          | Suportado                 | 1.0.24.7.28.DEV           | Android 14                |
| Xiaomi | Tablet              | Xiaomi Pad 6                    | pipa      | MIUI Pad 14.0.3                 | Android 13                      | Liberado              | 1.0.5.0             | Android 14          | Não suportado             | Não se aplica             | Não se aplica             |
| Xiaomi | Tablet              | Xiaomi Pad 6 Pro                | liuqin    | MIUI Pad 14.0.2                 | Android 13                      | Liberado              | 1.0.10.0            | Android 14          | Não suportado             | Não se aplica             | Não se aplica             |
| Xiaomi | Tablet              | Xiaomi Pad 6 Max 14             | yudi      | MIUI Pad 14.0.3                 | Android 13                      | Liberado              | 1.0.8.0             | Android 14          | Não suportado             | Não se aplica             | Não se aplica             |
| Redmi  | Celular             | Redmi 12 5G                     | sky       | MIUI Lite 14.0.2                | Android 13                      | Liberado              | 1.0.7.0             | Android 14          | Não suportado             | Não se aplica             | Não se aplica             |
| Redmi  | Celular             | Redmi 12R                       | sky       | MIUI Lite 14.0.2                | Android 13                      | Liberado              | 1.0.7.0             | Android 14          | Não suportado             | Não se aplica             | Não se aplica             |
| Redmi  | Celular             | Redmi Note 12R                  | sky       | MIUI Lite 14.0.2                | Android 13                      | Liberado              | 1.0.7.0             | Android 14          | Não suportado             | Não se aplica             | Não se aplica             |
| Redmi  | Celular             | Redmi 12C                       | earth     | MIUI Lite 13.0.2                | Android 12                      | Liberado              | 1.0.3.0             | Android 14          | Não suportado             | Não se aplica             | Não se aplica             |
| Redmi  | Celular             | Redmi 13C                       | air       | MIUI Lite 14.0.4                | Android 13                      | Liberado              | 1.0.3.0             | Android 14          | Não suportado             | Não se aplica             | Não se aplica             |
| Redmi  | Celular             | Redmi 13R                       | air       | MIUI Lite 14.0.4                | Android 13                      | Liberado              | 1.0.3.0             | Android 14          | Não suportado             | Não se aplica             | Não se aplica             |
| Redmi  | Celular             | Redmi Note 11 5G                | evergo    | MIUI 12.5.2                     | Android 11                      | Liberado              | 1.0.1.0             | Android 13          | Interrompido              | Não se aplica             | Não se aplica             |
| Redmi  | Celular             | Redmi Note 11 Pro               | pissarro  | MIUI 12.5.3                     | Android 11                      | Liberado              | 1.0.2.0             | Android 13          | Interrompido              | Não se aplica             | Não se aplica             |
| Redmi  | Celular             | Redmi Note 11 Pro+              | pissarro  | MIUI 12.5.3                     | Android 11                      | Liberado              | 1.0.2.0             | Android 13          | Interrompido              | Não se aplica             | Não se aplica             |
| Redmi  | Celular             | Redmi Note 11E                  | light     | MIUI Lite 13.0.1                | Android 11                      | Liberado              | 1.0.5.0             | Android 13          | Não suportado             | Não se aplica             | Não se aplica             |
| Redmi  | Celular             | Redmi Note 11R                  | light     | MIUI Lite 13.0.1                | Android 11                      | Liberado              | 1.0.5.0             | Android 13          | Não suportado             | Não se aplica             | Não se aplica             |
| Redmi  | Celular             | Redmi Note 11E Pro              | veus      | MIUI 13.0.2                     | Android 11                      | Liberado              | 1.0.1.0             | Android 13          | Interrompido              | Não se aplica             | Não se aplica             |
| Redmi  | Celular             | Redmi Note 11T Pro              | xaga      | MIUI 13.0.2                     | Android 12                      | Liberado              | 1.0.1.0             | Android 14          | Interrompido              | Não se aplica             | Não se aplica             |
| Redmi  | Celular             | Redmi Note 11T Pro+             | xaga      | MIUI 13.0.2                     | Android 12                      | Liberado              | 1.0.1.0             | Android 14          | Interrompido              | Não se aplica             | Não se aplica             |
| Redmi  | Celular             | Redmi Note 12                   | sunstone  | MIUI 13.0.2                     | Android 13                      | Liberado              | 1.0.1.0             | Android 14          | Não suportado             | Não se aplica             | Não se aplica             |
| Redmi  | Celular             | Redmi Note 12R Pro              | sunstone  | MIUI 13.0.2                     | Android 13                      | Liberado              | 1.0.1.0             | Android 14          | Não suportado             | Não se aplica             | Não se aplica             |
| Redmi  | Celular             | Redmi Note 12 Pro               | ruby      | MIUI 13.0.2                     | Android 13                      | Liberado              | 1.0.4.0             | Android 14          | Não suportado             | Não se aplica             | Não se aplica             |
| Redmi  | Celular             | Redmi Note 12 Pro+              | ruby      | MIUI 13.0.2                     | Android 13                      | Liberado              | 1.0.4.0             | Android 14          | Não suportado             | Não se aplica             | Não se aplica             |
| Redmi  | Celular             | Redmi Note 12 Pro Speed Edition | redwood   | MIUI 14.0.2                     | Android 13                      | Liberado              | 1.0.5.0             | Android 14          | Não suportado             | Não se aplica             | Não se aplica             |
| Redmi  | Celular             | Redmi Note 12T Pro              | pearl     | MIUI 14.0.1                     | Android 13                      | Liberado              | 1.0.3.0             | Android 14          | Não suportado             | Não se aplica             | Não se aplica             |
| Redmi  | Celular             | Redmi Note 12 Turbo             | marble    | MIUI 14.0.4                     | Android 13                      | Liberado              | 1.0.10.0            | Android 14          | Não suportado             | Não se aplica             | Não se aplica             |
| Redmi  | Celular             | Redmi Note 13                   | gold      | MIUI 14.0.1                     | Android 13                      | Liberado              | 1.0.6.0             | Android 14          | Não suportado             | Não se aplica             | Não se aplica             |
| Redmi  | Celular             | Redmi Note 13R Pro              | gold      | MIUI 14.0.1                     | Android 13                      | Liberado              | 1.0.6.0             | Android 14          | Não suportado             | Não se aplica             | Não se aplica             |
| Redmi  | Celular             | Redmi Note 13 Pro               | garnet    | MIUI 14.0.7                     | Android 13                      | Liberado              | 1.0.6.0             | Android 14          | Não suportado             | Não se aplica             | Não se aplica             |
| Redmi  | Celular             | Redmi Note 13 Pro+              | zircon    | MIUI 14.0.1                     | Android 13                      | Liberado              | 1.0.9.0             | Android 14          | Não suportado             | Não se aplica             | Não se aplica             |
| Redmi  | Celular             | Redmi K40                       | alioth    | MIUI 12.0.5                     | Android 11                      | Liberado              | 1.0.6.0             | Android 13          | Interrompido              | Não se aplica             | Não se aplica             |
| Redmi  | Celular             | Redmi K40 Pro                   | haydn     | MIUI 12.0.3                     | Android 11                      | Liberado              | 1.0.3.0             | Android 14          | Interrompido              | Não se aplica             | Não se aplica             |
| Redmi  | Celular             | Redmi K40 Pro+                  | haydn     | MIUI 12.0.3                     | Android 11                      | Liberado              | 1.0.3.0             | Android 14          | Interrompido              | Não se aplica             | Não se aplica             |
| Redmi  | Celular             | Redmi K40 Gaming Edition        | ares      | MIUI 12.5.3                     | Android 11                      | Liberado              | 1.0.2.0             | Android 13          | Interrompido              | Não se aplica             | Não se aplica             |
| Redmi  | Celular             | Redmi K40S                      | munch     | MIUI 13.0.2                     | Android 12                      | Liberado              | 1.0.4.0             | Android 14          | Interrompido              | Não se aplica             | Não se aplica             |
| Redmi  | Celular             | Redmi K50                       | rubens    | MIUI 13.0.1                     | Android 12                      | Liberado              | 1.0.8.0             | Android 14          | Suportado                 | 1.0.24.7.28.DEV           | Android 14                |
| Redmi  | Celular             | Redmi K50 Pro                   | matisse   | MIUI 13.0.4                     | Android 12                      | Liberado              | 1.0.8.0             | Android 14          | Suportado                 | 1.0.24.7.28.DEV           | Android 14                |
| Redmi  | Celular             | Redmi K50 Gaming Edition        | ingres    | MIUI 13.0.2                     | Android 12                      | Liberado              | 1.0.4.0             | Android 14          | Suportado                 | 1.0.24.7.28.DEV           | Android 14                |
| Redmi  | Celular             | Redmi K50 Ultra                 | diting    | MIUI 13.0.4                     | Android 12                      | Liberado              | 1.0.6.0             | Android 14          | Suportado                 | 1.0.24.7.28.DEV           | Android 14                |
| Redmi  | Celular             | Redmi K60                       | mondrian  | MIUI 14.0.9                     | Android 13                      | Liberado              | 1.0.8.0             | Android 14          | Suportado                 | 1.0.24.7.28.DEV           | Android 14                |
| Redmi  | Celular             | Redmi K60 Pro                   | socrates  | MIUI 14.0.4                     | Android 13                      | Liberado              | 1.0.11.0            | Android 14          | Suportado                 | 1.0.24.7.28.DEV           | Android 14                |
| Redmi  | Celular             | Redmi K60E                      | rembrandt | MIUI 13.0.3                     | Android 13                      | Liberado              | 1.0.6.0             | Android 14          | Não suportado             | Não se aplica             | Não se aplica             |
| Redmi  | Celular             | Redmi K60 Ultra                 | corot     | MIUI 14.0.3                     | Android 13                      | Liberado              | 1.0.18.0            | Android 14          | Não suportado             | Não se aplica             | Não se aplica             |
| Redmi  | Tablet              | Redmi Pad                       | yunluo    | MIUI Pad 13.1.2                 | Android 12                      | Liberado              | 1.0.5.0             | Android 14          | Não suportado             | Não se aplica             | Não se aplica             |
| Redmi  | Tablet              | Redmi Pad SE                    | xun       | MIUI Pad 14.0.6                 | Android 13                      | Liberado              | 1.0.6.0             | Android 14          | Não suportado             | Não se aplica             | Não se aplica             |

- Pendente：Indica modelos listados na página de adaptação para Hyper OS mas que ainda não foram completamente adaptados ou estão sob testes internos para a versão oficial.
- Liberado：Indica modelos listados na página de adaptação para Hyper OS completamente adaptados e com pacotes de atualização lançados (não testes públicos).
- Suportado：Indica modelos atualmente aguardando candidatos a versão de desenvolvimento.
- Interrompido：Indica modelos que não aceitam mais candidatos a versão de desenvolvimento mas anteriormente aceitavam para MIUI.
- Não suportado：Indica modelos que nunca aceitaram candidatos a versão de desenvolvimento para MIUI nem HyperOS.

### Dispositivos suportados para atualização da MIUI para Hyper OS - Versão internacional
Basedo nas ROMs internacionais fornecidas pela Xiaomi. O progresso de atualização do sistema pode variar de acordo com a região e país (apenas para referência).
| Marca  | Modelo              | Codinome      | Versão Oficial      | Versão Oficial                  | Versão Oficial                  | Versão Oficial      | Versão Oficial      | Versão de desenvolvimento | Versão de desenvolvimento | Versão de desenvolvimento |
| Marca  | Modelo              | Codinome      | Situação do suporte | Versão do sistema pré-instalada | Versão do sistema pré-instalada | Versão mais recente | Versão mais recente | Situação do suporte       | Versão mais recente       | Versão mais recente       |
| Marca  | Modelo              | Codinome      | Situação do suporte | Versão da MIUI                  | Base Android                    | Versão do Hyper OS  | Base Android        | Situação do suporte       | Versão do Hyper OS        | Base Android              |
| ------ | ------------------- | ------------- | ------------------- | ------------------------------- | ------------------------------- | ------------------- | ------------------- | ------------------------- | ------------------------- | ------------------------- |
| Xiaomi | 11T                 | agateg        | Em liberação        | Não se aplica                   | Não se aplica                   | 1.0.4.0             | Android 14          | Não se aplica             | Não se aplica             | Não se aplica             |
| Xiaomi | 12 Lite             | taoyao        | Em liberação        | Não se aplica                   | Não se aplica                   | 1.0.2.0             | Android 14          | Não se aplica             | Não se aplica             | Não se aplica             |
| Xiaomi | 12T                 | plato         | Em liberação        | Não se aplica                   | Não se aplica                   | 1.0.5.0             | Android 14          | Não se aplica             | Não se aplica             | Não se aplica             |
| Xiaomi | 13                  | fuxi          | Em liberação        | Não se aplica                   | Não se aplica                   | 1.0.1.0             | Android 14          | Não se aplica             | Não se aplica             | Não se aplica             |
| Xiaomi | 13 Pro              | nuwa          | Em liberação        | Não se aplica                   | Não se aplica                   | 1.0.1.0             | Android 14          | Não se aplica             | Não se aplica             | Não se aplica             |
| Xiaomi | 13 Ultra            | ishtar        | Em liberação        | Não se aplica                   | Não se aplica                   | 1.0.4.0             | Android 14          | Não se aplica             | Não se aplica             | Não se aplica             |
| Xiaomi | 13T Pro             | corot         | Em liberação        | Não se aplica                   | Não se aplica                   | 1.0.1.0             | Android 14          | Não se aplica             | Não se aplica             | Não se aplica             |
| Redmi  | 12C                 | earth         | Em liberação        | Não se aplica                   | Não se aplica                   | 1.0.2.0             | Android 14          | Não se aplica             | Não se aplica             | Não se aplica             |
| Redmi  | 12                  | firge         | Em liberação        | Não se aplica                   | Não se aplica                   | 1.0.1.0             | Android 14          | Não se aplica             | Não se aplica             | Não se aplica             |
| Redmi  | Note 12/NFC         | tapasg/topazg | Em liberação        | Não se aplica                   | Não se aplica                   | 1.0.2.0             | Android 14          | Não se aplica             | Não se aplica             | Não se aplica             |
| Redmi  | Note 12 5G          | sunstone      | Em liberação        | Não se aplica                   | Não se aplica                   | 1.0.2.0             | Android 14          | Não se aplica             | Não se aplica             | Não se aplica             |
| Redmi  | Note 12 Pro/Pro+ 5G | ruby          | Em liberação        | Não se aplica                   | Não se aplica                   | 1.0.1.0             | Android 14          | Não se aplica             | Não se aplica             | Não se aplica             |
| Redmi  | Note 12S            | sea           | Em liberação        | Não se aplica                   | Não se aplica                   | 1.0.3.0             | Android 14          | Não se aplica             | Não se aplica             | Não se aplica             |
| POCO   | M5                  | rock          | Em liberação        | Não se aplica                   | Não se aplica                   | 1.0.2.0             | Android 14          | Não se aplica             | Não se aplica             | Não se aplica             |
| POCO   | F4 GT               | ingres        | Em liberação        | Não se aplica                   | Não se aplica                   | 1.0.1.0             | Android 14          | Não se aplica             | Não se aplica             | Não se aplica             |
| POCO   | F5                  | marble        | Em liberação        | Não se aplica                   | Não se aplica                   | 1.0.2.0             | Android 14          | Não se aplica             | Não se aplica             | Não se aplica             |
| POCO   | F5 Pro              | mondrian      | Em liberação        | Não se aplica                   | Não se aplica                   | 1.0.2.0             | Android 14          | Não se aplica             | Não se aplica             | Não se aplica             |
| POCO   | X5                  | moonstone     | Em liberação        | Não se aplica                   | Não se aplica                   | 1.0.3.0             | Android 14          | Não se aplica             | Não se aplica             | Não se aplica             |
| POCO   | C55                 | earth         | Em liberação        | Não se aplica                   | Não se aplica                   | 1.0.2.0             | Android 14          | Não se aplica             | Não se aplica             | Não se aplica             |

## Plano de lançamento global
A comunidade Xiaomi anunciou a agenda de lançamento para o Xiaomi HyperOS, com a liberação oficial começando na primeira metade de 2024. Os dispositivos suportados para a liberação inicial são os seguintes:
| Xiaomi 13                 |
| Xiaomi 14 (Pré-instalado) |
| Xiaomi 12T                |
| Redmi Note 13             |
| Redmi Note 12 Pro+ 5G     |
| Redmi Note 12 Pro 5G      |
| Redmi Note 12 5G          |

| Xiaomi Pad 6                     |
| Xiaomi Pad 6 Pro (Pré-instalado) |
| Redmi Pad SE                     |

| Xiaomi Watch S3 (Pré-instalado)         |
| Xiaomi Smart Band 8 Pro (Pré-instalado) |

| Xiaomi 13 Pro          |
| Redmi 12               |
| Redmi 12 5G            |
| Redmi 12C              |
| Redmi 11 Prime/Poco M5 |
| Redmi Pad              |

| -- |

| Xiaomi 12 Pro         |
| Redmi Note 12 5G      |
| Redmi Note 12 Pro 5G  |
| Redmi Note 12 Pro+ 5G |
| Redmi Note 13 5G      |
| Redmi Note 13 Pro 5G  |
| Redmi Note 13 Pro+ 5G |

| -- |

| Xiaomi 11 Ultra                                                                            |
| Xiaomi 11T Pro                                                                             |
| Mi 11X / Poco F3                                                                           |
| Xiaomi 11i/Xiaomi 11i HyperCharge/Xiaomi Redmi Note 11 Pro/Xiaomi Redmi Note 11 Pro+       |
| Xiaomi 11 Lite                                                                             |
| Mi 10                                                                                      |
| Redmi K50i/Redmi K50i Pro/POCO X4 GT Pro/Redmi Note 11T Pro/Redmi Note 11T Pro+/POCO X4 GT |
| Redmi 13C                                                                                  |
| Redmi 12                                                                                   |
| Redmi 11 Prime 5G/POCO M4 5G/Redmi 10 5G/Redmi 10 Prime+ 5G/Redmi Note 11E                 |
| Redmi Note 11                                                                              |

| Xiaomi Pad 5 |

## Plano de lançamento na China
Em 26 de outubro de 2023 a comunidade Xiaomi anunciou a agenda de lançamento para o Xiaomi HyperOS, afirmando que dois celulares viriam pré-instalados com o sistema e começariam a ser comercializados em 31 de outubro. Além disso, oito celulares e dois tablets estariam inclusos na primeira leva de liberação da versão oficial, com esses dispositivos recebendo atualizações entre dezembro de 2023 e janeiro de 2024. Os dispositivos internacionais da Xiaomi começaram a receber a versão oficial do HyperOS no primeiro trimestre de 2024. Ademais, três TVs, um smartwatch, uma câmera, e um alto-falante foram inclusos no plano inicial de liberação, detalhados a seguir:
| Data       | Ramo de desenvolvimento | Dispositivos suportados                                                                                        | Dispositivos suportados        | Dispositivos suportados                                                         | Dispositivos suportados |
| Data       | Ramo de desenvolvimento | Celulares | Tablets                        | TVs                                                                             | Dispositivos inteligentes |
| ---------- | ----------------------- | --- | ------------------------------ | ------------------------------------------------------------------------------- | --- |
| 31.10.2023 | Versão oficial          | Xiaomi 14, Xiaomi 14 Pro                                                                                       | --                             | --                                                                              | Xiaomi Watch S3 |
| 11.2023    | Versão oficial          | -- | --                             | Xiaomi TV S Pro 65, Xiaomi TV S Pro 75, Xiaomi TV S Pro 85 (metade de novembro) | Redmi Watch 4 (29.11) |
| 01.12.2023 | Versão oficial          | Redmi K70E, Redmi K70, Redmi K70 Pro, Xiaomi 13 Ultra, Redmi K60 Extreme Edition                               | --                             | --                                                                              | -- |
| 07.12.2023 | Versão oficial          | Xiaomi 13, Xiaomi 13 Pro, Redmi K60, Redmi K60 Pro                                                             | Xiaomi Pad 6 Max 14            | --                                                                              | Xiaomi Smart Camera 3 Pro Pan-Tilt Version |
| 13.12.2023 | Versão oficial          | Xiaomi Civi 3                                                                                                  | --                             | --                                                                              | -- |
| 21.12.2023 | Versão oficial          | Xiaomi MIX Fold 2, Xiaomi MIX Fold 3                                                                           | Xiaomi Pad 6, Xiaomi Pad 6 Pro | --                                                                              | -- |
| 01.2024    | Versão oficial          | Redmi 12 5G (17.01)                                                                                            | --                             | --                                                                              | Xiaomi Smart Display Speaker Pro 8, Redmi Smart Display Speaker 8, Redmi Smart Display Speaker Pro 8, Xiaomi Smart Home Screen Pro 8, Xiaomi Smart Home Screen 10, Xiaomi Smart Home Screen 6 |
| 02.2024    | Versão oficial          | Redmi Note 12 Turbo (01.02)                                                                                    | Xiaomi Pad 6S Pro (22.02)      | --                                                                              | -- |
| 31.10.2023 | Versão de desenvolvedor | Xiaomi 14, Xiaomi 14 Pro                                                                                       | --                             | --                                                                              | -- |
| 14.11.2023 | Versão de desenvolvedor | Xiaomi 13, Xiaomi 13 Pro, Xiaomi 13 Ultra, Redmi K60, Redmi K60 Pro                                            | --                             | --                                                                              | -- |
| 21.11.2023 | Versão de desenvolvedor | Xiaomi MIX Fold 2, Xiaomi MIX Fold 3                                                                           | --                             | --                                                                              | -- |
| 08.12.2023 | Versão de desenvolvedor | Xiaomi 12, Xiaomi 12 Pro, Xiaomi 12S, Xiaomi 12S Pro, Xiaomi 12S Ultra                                         | --                             | --                                                                              | -- |
| 15.12.2023 | Versão de desenvolvedor | Xiaomi 12 Pro Dimensity Edition, Redmi K50 Extreme Edition, Redmi K50 Gaming Edition, Redmi K50 Pro, Redmi K50 | Xiaomi Pad 5 Pro 12.4          | --                                                                              | -- |
| 27.12.2023 | Versão de desenvolvedor | -- | --                             | --                                                                              | Xiaomi Sound Speaker |

## Controvérsias

### Suposta alteração no nome antes do lançamento
Em agosto de 2023, durante a fase promocional do Redmi K60 Extreme Edition depois do seu lançamento, a Xiaomi afirmou que este celular iria estar entre os que seriam atualizados primeiro para a MIUI 15, prometendo cinco anos de atualizações. Contudo, a empresa acabou não lançando a MIUI 15 mas sim anunciando oficialmente o Xiaomi HyperOS. Alguns internautas acreditaram que isso seria um nome temporário da MIUI 15 para fins promocionais. Além disso, em 4 de novembro de 2023, durante uma live no Bilibili pela mídia digital chinesa Geekerwan, o apresentador Yunfei revelou que a versão do sistema enviada para testes em setembro para o Snapdragon 8 Gen 3 era MIUI 15, não HyperOS.
A Xiaomi não explicou o cancelamento da MIUI 15, e os materiais promocionais acerca dos cinco anos de atualizações para o Redmi K60 Extreme Edition não foram retirados. Em 1º de dezembro de 2023, a primeira versão oficial do Xiaomi HyperOS foi liberada para o modelo.

### Suposto "Android Shell"
Assim como o Harmony OS, o Xiaomi HyperOS enfrentou polêmica generalizada entre os internautas sobre se era totalmente desenvolvido pela empresa e acusações de ser um 'shell do Android' após seu lançamento. Para responder a essa controvérsia, Jin Fan, vice-presidente do departamento móvel do Grupo Xiaomi e chefe do departamento de software de sistema, afirmou em uma entrevista à Flypig que a Xiaomi tem a capacidade de usar seu próprio kernel ou o kernel Linux para lançar um sistema operacional funcionalmente e esteticamente idêntico ao HyperOS lançado. Ele sugeriu que a razão pela qual a Xiaomi usa o kernel Android para telefones e tablets se deve a considerações sobre o ecossistema de software existente.

### Erros no 'White Paper' técnico
Em 7 de dezembro de 2023, a Xiaomi realizou uma reunião de comunicação sobre a experiência com o Xiaomi HyperOS, explicando alguns detalhes, a arquitetura técnica subjacente, funções e designs do HyperOS, e simultaneamente lançou o white paper técnico do HyperOS. No entanto, internautas descobriram numerosos erros de digitação e formatação devido à conversão de documentos no white paper publicado publicamente, provocando discussões acaloradas online. A Xiaomi desde então corrigiu e re-carregou o white paper para corrigir esses erros.